# شهرستان هاراردره
شهرستان هاراردره یک منطقهٔ مسکونی در سومالی است که در مدج واقع شده‌است.